# Powell's Books
Powell’s Books es una cadena de librerías en Portland, Oregón, y el área metropolitana circundante. La compañía afirma que la casa central de Powell’s, llamada Powell’s City of Books, es la librería independiente más grande del mundo, tanto de libros nuevos como usados. Powell’s City of Books se encuentra en el distrito Pearl, al borde del centro de la ciudad, y ocupa una manzana completa entre las calles NW 10th Ave. y NW 11th Ave., y entre la calle NW Couch St. y la avenida W Burnside St. Tiene una superficie de más de 6300 m², cerca de 1,6 hectáreas de espacio comercial.
Cuenta con más de cuatro millones de libros nuevos, usados, raros y agotados, a la venta en sus librerías y en línea. Powell’s compra alrededor de 3000 libros usados por día.

## Historia

### sigloXX
Powell’s fue fundada por Walter Powell en 1971. Su hijo, Michael Powell, había comenzado una librería en Chicago, Illinois, en 1970, especializada en libros usados, raros y a precio reducido, principalmente de carácter académico y erudito. En 1979, Michael Powell se unió a su padre en Portland, justo después de que a su padre no se le renovara el contrato de alquiler; en un año encontraron el lugar que se convirtió en su sede actual. Walter Powell vendió la librería a su hijo en 1982.
En 1984  Powell’s abrió su primera sucursal en un centro comercial suburbano llamado Loehmann's Plaza  (más tarde rebautizado Cascade Plaza), cerca del centro comercial Washington Square. La nueva sucursal no era una réplica de City of Books; a Powell lo preocupaba que el barrio "en transición" de la casa central limitara su clientela, por lo que la nueva tienda fue "bastante lujosa", con estanterías blancas, suelo de cerámica y carteles colgantes en los pasillos. Además, era cuatro veces más grande que la típica librería de una cadena.
Una sucursal que vendía libros de viajes abrió en 1985 en la plaza Pioneer Courthouse Square; otras sucursales le siguieron, una por año durante los siguientes años. A principios de los noventa, las librerías de Powell’s fueron parte del resurgimiento de la librería independiente, que en conjunto representaba el 32% de las ventas de libros en los Estados Unidos. La tienda de libros de viajes cerró en 2005.

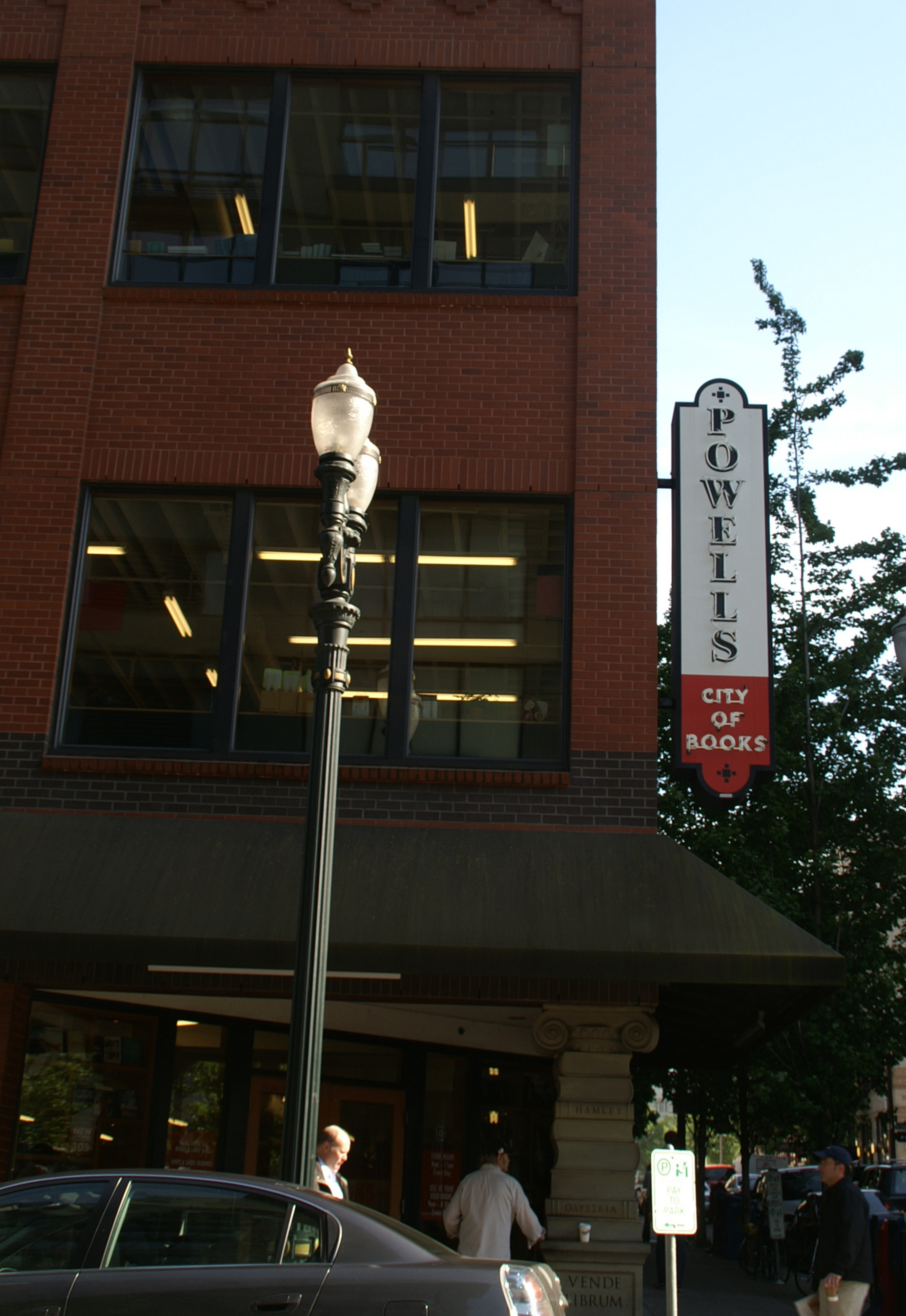
Entrada de Powell’s en la esquina de NW 11th Ave. y NW Couch St., donde aparece la “Columna de los libros"

En 1993 Powell’s estableció su presencia en la Internet, que inicialmente solo incluía correo electrónico y acceso a su librería técnica a través del servicio FTP; desde entonces esa presencia en línea ha crecido y, al ser ahora un sitio de comercio electrónico tradicional, ofrece también libros de ficción y otros géneros. Su sitio web fue creado en 1994, antes de la aparición de Amazon.com, y ha contribuido sustancialmente al crecimiento reciente de la cadena.
City of Books creció hasta su tamaño actual después de una expansión; la nueva sección abrió sus puertas en 1999. Incluía una nueva entrada (que daba al distrito Pearl) donde aparecía la “Columna de los libros", un pilar de piedra arenisca tallado que representa una pila de ocho de los grandes libros del mundo sobre una base con la inscripción "Compre el libro, lea el libro, disfrute el libro, venda el libro" en latín. En el año fiscal que finalizó en junio de 2000, los ingresos de Powell fueron de 41,8 millones de dólares.

### sigloXXI
En 2002, el periódico USA Today mencionó a Powell’s como una de las 10 mejores librerías de los Estados Unidos.
Desde 2005, su sitio web también ha ofrecido DVDs con envío gratis; el catálogo cuenta con más de 40 000 títulos.[cita requerida]
En enero de 2008, Powell’s anunció planes para ampliar City of Books, en el centro de la ciudad, añadiendo hasta dos pisos en la esquina sureste del edificio. La expansión añadirá al menos 930 m² de nuevo espacio comercial. En los planes presentados a la Portland Design Commission [Comisión de Diseño Urbano de Portland] en noviembre de 2008 se incluía un jardín en la azotea encima de la nueva ampliación y un "cubo de arte" sobre la entrada principal, a ser rediseñada.

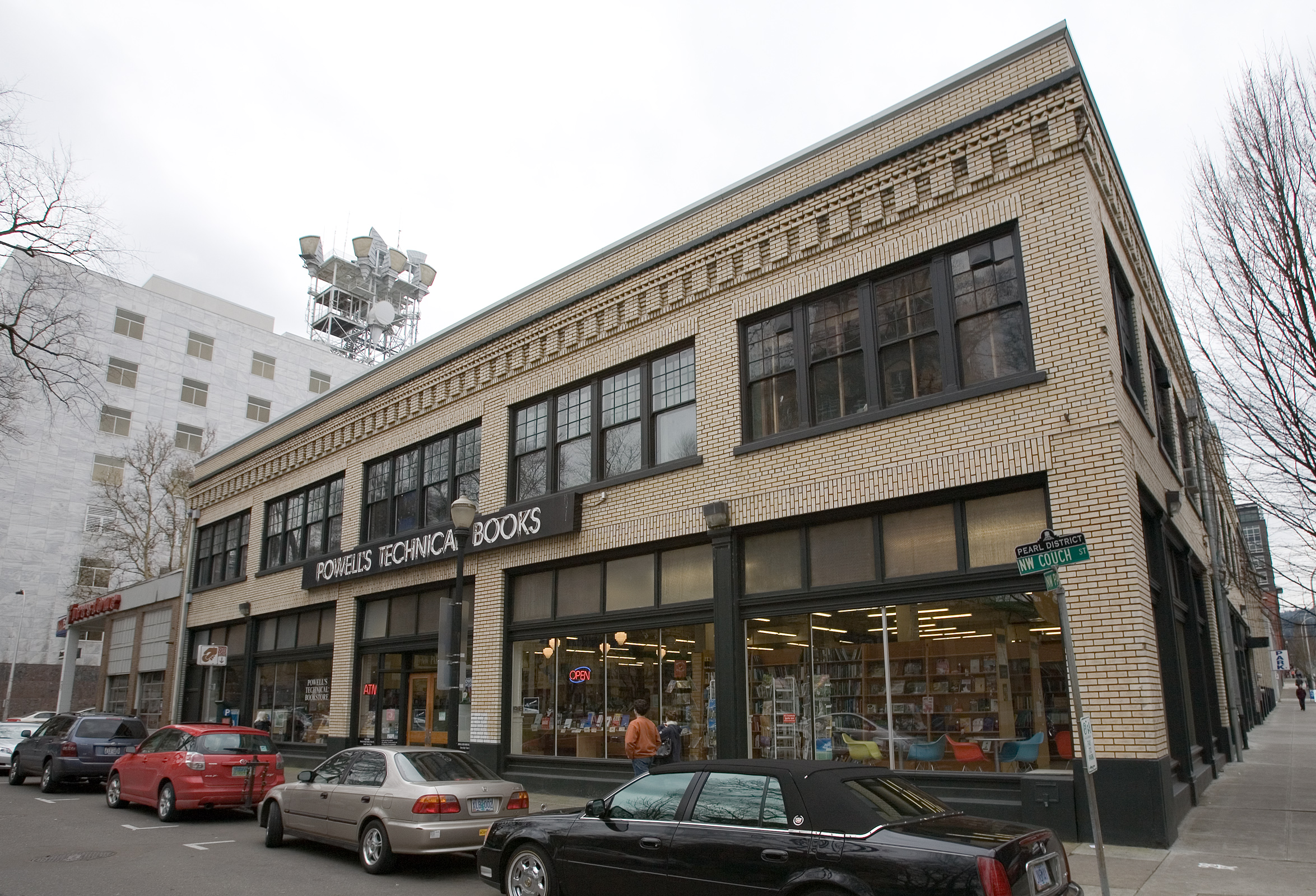
Powell's Technical Books en su emplazamiento original en la zona North Park Blocks (cerrada en 2010)

En marzo de 2010, Michael Powell confirmó sus planes de transferir la empresa a su hija Emily en julio. Ese mismo mes, Powell anunció que cerraría su librería especializada en libros técnicos ubicada en la zona North Park Blocks, y trasladaría sus secciones de matemáticas, ciencia, informática, ingeniería, construcción y transporte a "Powell’s Books Building 2", en la esquina de NW 10th Ave. y Couch St., cerca de City of Books, la sede principal; la consolidación fue en respuesta a la caída en las ventas (durante cinco años) de libros técnicos en tiendas en favor de las ventas en línea.
En octubre de 2010, Powell’s anunció que había comprado 7000 libros de la biblioteca de la escritora Anne Rice; Powell ofrece estas copias firmadas por la autora en su sitio web. Se reveló que la librería era miembro fundador del servicio Google eBooks cuando Google anunció la noticia el 6 de diciembre de 2010.
En junio de 2011, Powell’s participó en Google Offers durante el primer mes de operación del servicio; de acuerdo a TechCrunch, que caracteriza a Powell’s como una "institución de Portland", "5000 cupones de Powell’s se agotaron en cuestión de horas", por lo que fue "la oferta más popular del mes".
A partir de mayo de 2012, Powell’s comenzó a ofrecer la posibilidad de imprimir  libros a pedido usando la Espresso Book Machine instalada en su casa central.

### Relaciones laborales
En 1991, tras unos despidos después de las fiestas, algunos de los empleados de Powell’s formaron un comité organizador con el objetivo de unirse al Oregon Public Employees Union (OPEU) [Sindicato de Empleados Públicos de Oregón]. Lograron que más del 35% de los trabajadores firmaran tarjetas de afiliación sindical, pero optaron por no solicitar una elección para obtener la certificación sindical ya que menos del 65% había firmado (65% era el porcentaje mínimo sugerido por el OPEU). En respuesta a los problemas identificados por el comité organizador, Powell’s actualizó y amplió su manual del empleado en abril de 1992, con cambios que afectaban los procesos para presentación de quejas y resolución de conflictos, el procedimiento de despido y período de prueba, y la asistencia a empleados, entre otras modificaciones.
En septiembre de 1998, un correo electrónico de los gerentes de Powell’s que anunciaba reducciones en el aumento de salarios de los empleados llevó a la creación de un nuevo comité organizador de 26 trabajadores. Eligieron el International Longshore and Warehouse Union (ILWU) [Sindicato Internacional de Estibadores y Empleados de Almacenes] porque podrían crear un sindicato local autogobernado; este incluiría a unos 350 empleados que trabajaban en una variedad de puestos en todas las librerías así como en los departamentos de Internet, administración y envíos de la empresa. En marzo de 1999 solicitaron una elección para obtener la certificación sindical a la National Labor Relations Board [Junta Nacional de Relaciones del Trabajo]. Un mes más tarde, con 161 votos a favor y 155 en contra, se oficializó la ILWU Local 5 [Sección 5 del Sindicato Internacional de Estibadores y Empleados de Almacenes].
En septiembre de 1999, ILWU Local 5 se reunió por primera vez con la gerencia de Powell’s para iniciar el proceso de negociación del contrato. Después de algunos éxitos iniciales, en el año 2000 se observó una desaceleración en las discusiones, seguida de mítines, la denuncia de prácticas laborales injustas, una campaña para revocar la certificación (que no tuvo éxito), el cierre del departamento de envíos por un día (el mismo día que alguien dañó el neumático de una furgoneta), y mediación federal. Finalmente, en agosto de 2000 se anunció un contrato de tres años.
En febrero de 2011, Powell’s anunció el despido de 31 empleados, más del 7% de su fuerza de trabajo sindicalizada, en "respuesta a la transformación veloz, sin precedentes, del campo del libro". Fue la primera ronda de despidos desde que los trabajadores formaran un sindicato. Un representante de este dijo que el año anterior Powell’s había reducido su plantilla en 40 personas a través de la eliminación natural de puestos (jubilaciones, renuncias, etc.), pero la compañía consideraba que los despidos eran necesarios debido a una caída en las ventas de libros nuevos y al aumento en los costos del seguro médico.

## Lista de sucursales

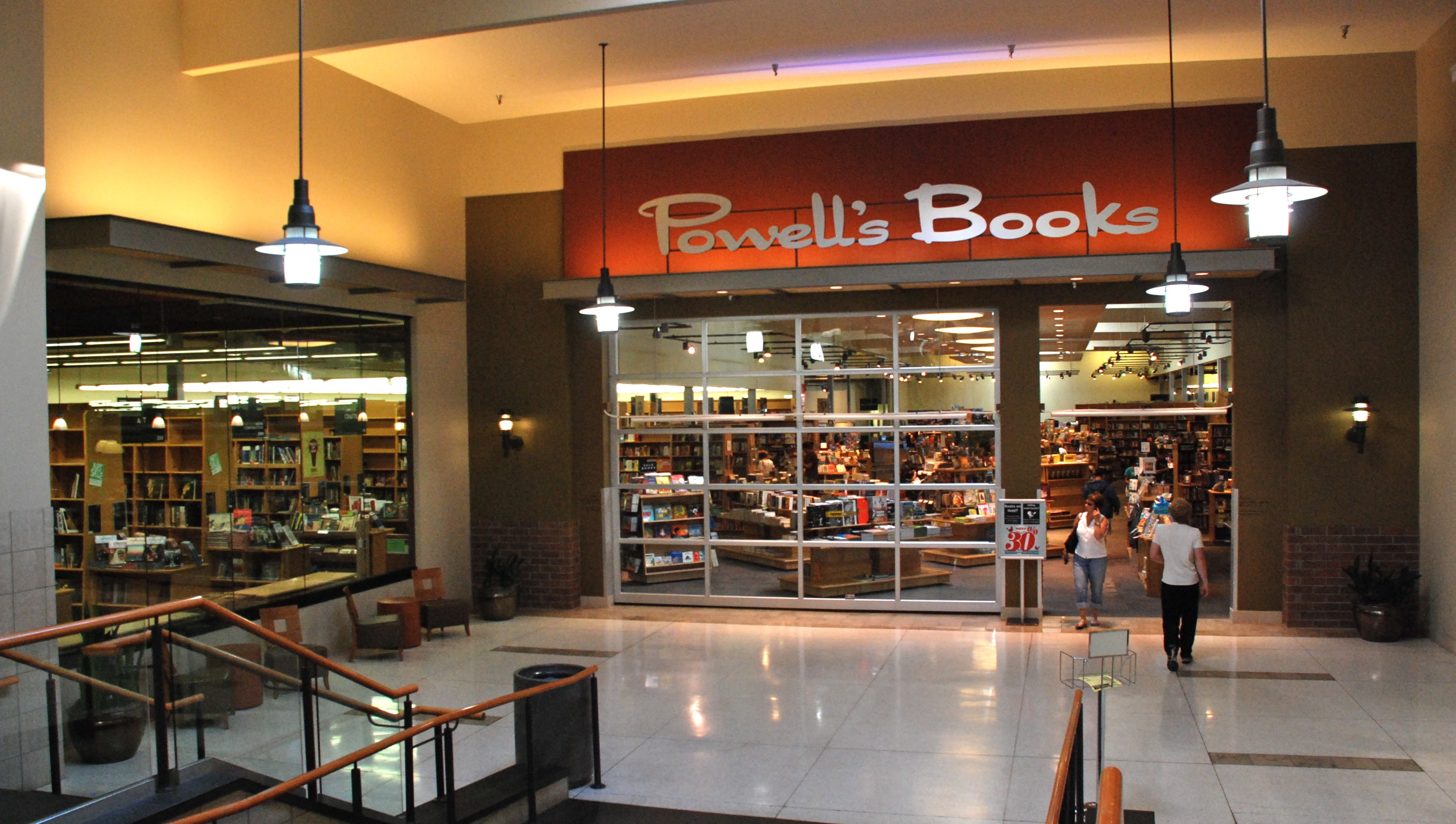
Powell's Books en el centro comercial Cedar Hills Crossing

Además de "City of Books", su casa central, Powell's Books también tiene varias librerías más pequeñas:
- una librería general (cuya superficie es de 3,020 m²) con la "sección más grande de libros infantiles de cualquier librería en la costa oeste",[cita requerida] ubicada en el centro comercial Cedar Hills Crossing, en Beaverton; abrió sus puertas en noviembre de 2006, en reemplazo de la librería cerca de Washington Square, a la que doblaba en tamaño y que tenía 22 años de antigüedad;[8]
- otra librería general en el distrito Hawthorne de Portland;
- una tienda con materiales de cocina y jardinería, al este de la anterior y separada de esta por dos espacios;
- libros técnicos (computadoras, matemáticas, ingeniería y ciencia) en "Powell’s Books Building 2", en la esquina de NW 10th Ave. y Couch St.; y
- tres tiendas en el Aeropuerto Internacional de Portland que venden best sellers de ficción y no ficción, libros usados de buena calidad, juegos, juguetes y regalos.[25]